# Robin Busset
Robin Busset, né le 25 février 2000 à Genève en Suisse, est un footballeur international malgache qui évolue au poste de défenseur gauche au Yverdon Sport.

## Carrière

### En club
Robin Busset évolue dans les équipes de jeunes du CS Chênois, d'Etoile Carouge, puis du Servette FC. En 2017, il signe son premier contrat professionnel avec le Servette FC.
Il fait ses débuts professionnels le 24 mars 2018 avec le Servette FC, lors d'une victoire deux buts à zéro contre le FC Wohlen en championnat. Durant cette saison, il dispute neuf rencontres avec l'équipe première. Au cours de la saison  2018-2019, il participe à cinq matchs de championnat, et à l'issue de celle-ci, le club est promu en Super League. Cependant, en début de saison, une blessure le tient éloigné des terrains pendant plus de deux mois.
En février 2020, le Servette FC décide de prêter Busset pour six mois au SC Kriens. Il s'impose rapidement comme titulaire et inscrit un but en onze matchs. Le prêt est prolongé de six mois. Au total, il dispute 28 rencontres sous les couleurs du SC Kriens, marquant un but. À l'issue de son prêt, Busset rejoint définitivement le club de Kriens en transfert libre[réf. nécessaire].
À l'issue de son contrat avec le SC Kriens, Robin Busset s'engage le 17 septembre 2022 avec le Stade Nyonnais pour une durée de trois ans,.
Le jeudi 3 juillet 2025, Robin Busset s’engage avec le Yverdon Sport FC. Il rejoint le club vaudois libre de tout contrat, après avoir passé trois saisons au Stade Nyonnais.

### En sélection
Robin Busset est sélectionné en équipe nationale suisse dans les catégories des moins de 16, 17 et 19 ans, totalisant 10 apparitions.
Le 5 mars 2024, il obtient sa première sélection avec l’équipe nationale de Madagascar, d'où est originaire sa mère. Lors de ce rassemblement, le défenseur participe à un tournoi amical contre les sélections du Burundi, du Botswana et du Rwanda.

## Statistiques

### En club
| Saison                | Club                  | Championnat           | Championnat | Championnat | Coupe(s) nationale(s) | Coupe(s) nationale(s) | Total | Total |
| Saison                | Club                  | Division              | M.          | B.          | M.                    | B.                    | M.    | B.    |
| 2017-2018             | Servette FC           | Challenge League      | 9           | 0           | 0                     | 0                     | 9     | 0     |
| 2018-2019             | Servette FC           | Challenge League      | 5           | 0           | 2                     | 0                     | 7     | 0     |
| Sous-total            | Sous-total            | Sous-total            | 14          | 0           | 2                     | 0                     | 16    | 0     |
| 2020                  | SC Kriens (prêt)      | Challenge League      | 11          | 1           | 0                     | 0                     | 11    | 1     |
| 2020-2021             | SC Kriens (prêt)      | Challenge League      | 17          | 0           | 2                     | 0                     | 19    | 0     |
| 2021-2022             | SC Kriens             | Challenge League      | 26          | 0           | 0                     | 0                     | 26    | 0     |
| Sous-total            | Sous-total            | Sous-total            | 54          | 1           | 2                     | 0                     | 56    | 1     |
| 2022-2023             | Stade Nyonnais        | Promotion League      | 16          | 0           | 0                     | 0                     | 16    | 0     |
| 2023-2024             | Stade Nyonnais        | Challenge League      | 29          | 1           | 1                     | 0                     | 30    | 1     |
| 2024-2025             | Stade Nyonnais        | Challenge League      | 31          | 1           | 2                     | 0                     | 33    | 1     |
| Sous-total            | Sous-total            | Sous-total            | 76          | 2           | 3                     | 0                     | 79    | 2     |
| 2025-2026             | Yverdon-Sport FC      | Challenge League      | 0           | 0           | 0                     | 0                     | 0     | 0     |
| Total sur la carrière | Total sur la carrière | Total sur la carrière | 132         | 3           | 7                     | 0                     | 139   | 3     |